# Protium subacuminatum
Protium subacuminatum är en tvåhjärtbladig växtart som beskrevs av Swart. Protium subacuminatum ingår i släktet Protium och familjen Burseraceae. Inga underarter finns listade i Catalogue of Life.